# Alan Oakes
Alan Arthur Oakes, född 7 september 1942 i Winsford, England, är en engelsk före detta professionell fotbollsspelare som spelade 17 säsonger i den engelska storklubben Manchester City mellan 1959 och 1979 och håller än idag rekordet för mest spelade matcher för klubben, hela 680 stycken.